# Павел баня (община)
Община Павел баня се намира в Южна България и е една от съставните общини на област Стара Загора.

## География

### Географско положение, граници, големина
Общината се намира в северозападната част на област Стара Загора. С площта си от 518,675 km2 е 5-а по големина сред 11-те общини на областта, което съставлява 10,06% от територията на областта. Границите ѝ са следните:
- на изток – община Казанлък;
- на юг – община Братя Даскалови;
- на югозапад – община Брезово, област Пловдив;
- на запад – община Карлово, област Пловдив;
- на северозапад – община Априлци, област Ловеч;
- на север – община Севлиево, област Габрово;
- на североизток – община Габрово, област Габрово.

### Природни ресурси

#### Релеф
Релефът на общината е равнинен, средно и високо планински, като територията ѝ попада в пределите на Стара планина, Казанлъшката котловина и Средна гора.
Северната третина от територията на община Павел баня се заема от южните склонове на Калоферска планина (част от Средна Стара планина). Между долините на реките Тъжа на запад и Габровница на североизток и изток се издига монолитния планински масив Триглав (част от Калоферска планина). В него се извисява едноименният му връх Триглав 2275,4 m, явяващ се най-високата точка на общината и цялата Област Стара Загора.
Централните райони на общината, разположени южно от Стара планина се заемат от западните, най-високи (400 – 450 m) части на Казанлъшката котловина, Тук се намира най-ниската ѝ точка – 386,9 m н.в., кота преливник на язовир Копринка.
Южно от Казанлъшката котловина в пределите на общината попадат най-високите части на Сърнена Средна гора, които заемат около 1/3 от територията ѝ. На границата с община Брезово се издига връх Братан 1235,8 m, най-високата точка на цялата Сърнена Средна гора.

#### Води
Основна водна артерия на община Павел баня е река Тунджа, която протича през нея по южната периферия на Казанлъшката котловина, от запад на изток с част от горното си течение. На нея е изграден големия язовир Копринка, като на територията на община Павел баня попада почти цялото му водно огледало. В пределите на общината река Тунджа получава четири по-големи притока:
– Тъжа (ляв, 26 km). Тя извира на 1726 m н.в. в Калоферска планина на Стара планина, на 1,4 km южно от връх Марагидик (1889 m) в община Априлци. Първите 4 km тече на изток, а след това завива на юг в дълбока, на места каньоновидна долина, силно залесена и с голям надлъжен наклон. Северозападно от село Тъжа (при ВЕЦ „Тъжа“) излиза от планината, образува голям наносен конус, завива на югоизток и навлиза в Казанлъшкото поле. Влива се отляво в река Тунджа на 440 m н.в., на 2,3 km югоизточно от село Търничени. Площта на водосборния ѝ басейн възлиза на 116 km2, което представлява 1,38% от водосборния басейн на река Тунджа.
– Селската река (ляв).
– Турийска река (десен, 21 km). Тя извира под името Средна река на 1025 m н.в., на 150 м северно от връх Каваклийка в Сърнена Средна гора. До село Турия тече на север в дълбока и гъсто залесена долина. Преди селото завива на изток, а след него на североизток, навлиза в Казанлъшкото поле и долината ѝ става широка и плитка. Влива се отдясно в река Тунджа, на 700 m северозападно от село Виден, в „опашката“ на язовир Копринка. Площта на водосборния ѝ басейн възлиза на 83 km2, което представлява 0,98% от водосборния басейн на река Тунджа.
– Габровница (ляв, 20 km). Тя води началото си 2200 m н.в. в Калоферска планина, на 1,2 km източно от връх Триглав. В най-горното си течение има източна посока, като постепенно завива на югоизток и юг и протича в много дълбока и тясна долина с голям надлъжен наклон. При село Скобелево напуска планината като образува голям наносен конус и навлиза в Казанлъшкото поле. Влива се отляво в река Тунджа (в западната част на язовир Копринка), на 1,5 km южно от село Долно Сахране.

## Население

### Етнически състав (2011)
Численост и дял на етническите групи според преброяването на населението през 2011 г.:
|                     | Численост | Дял (в %) |
| Общо                | 14 186    | 100,00    |
| Българи             | 7220      | 50,90     |
| Турци               | 4 451     | 31,38     |
| Цигани              | 1 701     | 11,99     |
| Други               | 73        | 0,51      |
| Не се самоопределят | 80        | 0,56      |
| Неотговорили        | 661       | 4,66      |

### Движение на населението (1934 – 2021)
| Община Павел баня                             | Община Павел баня | Община Павел баня | Община Павел баня | Община Павел баня | Община Павел баня | Община Павел баня | Община Павел баня | Община Павел баня | Община Павел баня | Община Павел баня | Община Павел баня |
| --------------------------------------------- | ----------------- | ----------------- | ----------------- | ----------------- | ----------------- | ----------------- | ----------------- | ----------------- | ----------------- | ----------------- | ----------------- |
| Година                                        | 1934              | 1946              | 1956              | 1965              | 1975              | 1985              | 1992              | 2001              | 2011              | 2021              |                   |
| Население                                     | 20011             | 19827             | 19547             | 19762             | 20498             | 19464             | 16950             | 15891             | 14186             | 12594             |                   |
| Източници: Национален Статистически Институт, |                   |                   |                   |                   |                   |                   |                   |                   |                   |                   |                   |

### Населени места
Общината има 13 населени места с общо население от 12 594 жители към 7 септември 2021 г.
| Населено място | Население (2021 г.) | Площ на землището km2 | Забележка (старо име) | Населено място | Население (2021 г.) | Площ на землището km2 | Забележка (старо име)           |
| -------------- | ------------------- | --------------------- | --------------------- | -------------- | ------------------- | --------------------- | ------------------------------- |
| Александрово   | 1444                | 78,630                |                       | Осетеново      | 1002                | 32,998                | Доймушларе                      |
| Асен           | 462                 | 18,906                | Юренлии               | Павел баня     | 2516                | 28,526                | Павел                           |
| Виден          | 91                  | 19,467                | Карагитлии            | Скобелево      | 627                 | 50,051                |                                 |
| Габарево       | 1327                | 57,608                |                       | Турия          | 306                 | 67,818                |                                 |
| Горно Сахране  | 1283                | 16,795                |                       | Тъжа           | 1255                | 70,207                | Голямо село                     |
| Долно Сахране  | 749                 | 14,589                |                       | Търничени      | 865                 | 28,389                | Шахпазлии                       |
| Манолово       | 667                 | 34,691                | Малко село, Борисово  | ОБЩО           | 12594               | 518,675               | няма населени места без землища |

## Административно-териториални промени
- Указ № 154/обн. 03.03.1894 г. – преименува с. Малко село на с. Борисово;
- Указ № 462/обн. 21.12.1906 г. – преименува с. Юренлии на с. Асен;

– преименува с. Карагитлии на с. Виден;
– преименува с. Доймушларе (Доймушлари) на с. Осетеново;
- МЗ № 3775/обн. 07.12.1934 г. – преименува с. Горно Софуларе (Горно Суфолари) на с. Мъдрен;
- МЗ № 593/обн. 03.04.1945 г. – заличава с. Мъдрен и го присъединява като квартал на с. Скобелево;
- МЗ № 7552/обн. 22.11.1947 г. – преименува с. Борисово на с. Манолово;
- Указ № 131/обн. 14.03.1950 г. – преименува с. Голямо село на с. Тъжа;
- Указ № 1608/обн. 10.11.1978 г. – признава с. Павел баня за гр. Павел баня.

## Транспорт
През средата на общината, от запад на изток, на протежение от 21,5 km преминава участък от трасето на жп линията София – Карлово – Бургас от Железопътната мрежа на България.
През общината преминават частично 2 пътя от Републиканската пътна мрежа на България с обща дължина 50 km:
- участък от 22,9 km от Републикански път I-6 (от km 287 до km 309,9);
- участък от 27,1 km от Републикански път II-56 (от km 9 до km 36,1).

## Топографска карта
- Лист от карта K-35-39. Мащаб: 1 : 100 000.
- Лист от карта K-35-51. Мащаб: 1 : 100 000.